# جيرارد ماير
جيرالد ماير (بالإنجليزية : Gerald Mayr) خبير في علم الحفريات الألماني وهو أمين متحف حفريات الطيور في معهد سينكينبيرج للأبحاث في فرانكفورت أم ماين بولاية هيسن. وقد نشر على نطاق واسع على الطيور الأحفورية ، وخاصة Paleogene avifauna من أوروبا. وهو خبير في حيوانات الأيوسين في حفرة ميسيل.